# Martin Werdnik
Martin Werdnik (* 5. November 1865 in Sankt Johann bei Windischgratz; † 13. Januar 1930 in Wien) war ein  österreichischer Fechter und Fechtmeister. Bis zu seinem Tod war er als Fechtmeister in Wien tätig. Im Jahr 1899 wurde er Vizemeister im Säbelfechten bei den Meisterschaften des Deutschen und Österreichischen Fechterbundes, von 1919 bis 1923 oder 1924 war er Präsident der Akademie der Fechtkunst Österreichs.

## Leben
Werdik war Sohn eines Kleinbauern und sollte ursprünglich Priester werden. Nachdem er das Gymnasium in Marburg und das Stiftsgymnasium St. Paul besucht hatte, meldete er sich jedoch 1885 zur Artillerie. Im Jahr 1887 wurde er zum Zugführer befördert und belegte ein Jahr später den Wiener Neustädter Militär-Fecht- und Turnlehrerkurs, in  dem er den Kurs für Unteroffiziere absolvierte. Anschließend wurde er 1889 Fechtlehrer an der Militär-Unterrealschule in Eisenstadt und schon ein halbes Jahr später Hilfslehrer am Militär-Reitlehrerinstitut in Wien.
In Wien kam Wernik auch mit Fechtern außerhalb des Militärs in Kontakt und wurde 1894 Fechtmeister beim Fechtclub Haudegen Wien. Bis zur Auflösung des Clubs, beziehungsweise seines Nachfolgevereins im Jahr 1924 blieb er diesem verbunden. Hier lernte er durch den italienischen Fechtmeister Luigi Barbasetti die moderne italienische Fechtschule kennen, die im Wesentlichen dem modernen Sportfechten entspricht. Werdnik wurde bald auch Universitätsfechtmeister und unterrichtete Fechten an Mittelschulen sowie beim Militär. Im Jahr 1907 gründete er mit dem Fechtsaal Werdnik auch eine private Fechtschule. Prominentester Schüler Werdniks war Erzherzog Maximilian Eugen von Österreich, der von ihm im Säbelfechten unterrichtet wurde. Werdnik organisierte auch zahlreiche Fechtakademien in Wien (öffentliche Vorführungen die als Vorläufer der modernen Turniere angesehen werden können), unter anderem trat der französische Weltklassefechter Alphonse Kirchhoffer im Jahr 1904 gegen Milan Neralić, Luigi Barbasetti und Camillo Müller an. Im Jahr 1899 nahm er an den Deutschen Meisterschaften in Dresden teil, die vom Deutschen und Österreichischen Fechterbund ausgetragen wurden und wurde Vizemeister im Säbelfechten der Fechtmeister.
Werdnik war Gründungsmitglied des Wiener Fechtmeistervereins und der Akademie der Fechtkunst Österreichs, des Vorläufers des heutigen Österreichischen Fechtverbandes, deren Präsident er von 1919 bis 1924 war.
Im Alter von fast fünfzig Jahren meldete sich Werdnik bei Ausbruch des Ersten Weltkriegs freiwillig zum Militär. Zunächst in Italien eingesetzt, leitete er 1916 die körperliche Erziehung der serbischen Schulen und nahm 1917 an militärischen Aktionen in Serbien teil. Im Juni 1917 wurde er wieder nach Italien versetzt. Ein Granatsplitter fügte ihm im Dezember 1917 eine schwere Verletzung am rechten Arm zu. Trotz Lebensgefahr lehnte er eine Amputation ab, da sie seinen Beruf als Fechtmeister unmöglich gemacht hätte. Er überlebte die Verletzung, konnte jedoch den rechten Arm nicht mehr vollständig gebrauchen. Nach dem Krieg lektionierte er seine Schüler daher teilweise mit dem linken Arm. November 1918 wurde Werdnik, inzwischen Oberleutnant, das Militärverdienstkreuz III. Klasse mit Kriegsdekoration und Schwertern verliehen.
Nach dem Krieg wurde Werdnik wieder Fechtmeister beim Residenz-Fechtklub Wien, dem Nachfolgeverein der Haudegen Wien, sowie bei einigen anderen Fechtclubs. Im Jahr 1922 heiratete er Wilhelmine Neralić, die Witwe des Fechtmeisters Milan Neralić, die ebenfalls Fechtlehrerin war und sich hauptsächlich dem Damenfechten widmete. Werdnik starb im Jahr 1930 und wurde am Wiener Zentralfriedhof bestattet. Seine Frau führte den Fechtsaal Werdnik anschließend alleine weiter.

## Erfolge und Auszeichnungen
- 1899 Vizemeister im Säbelfechten für Fechtmeister bei den Meisterschaften des Deutschen und Österreichischen Fechterbundes.
- 1900 Zwei Ehrenpreise und zwei Silberne Medaillen beim Turnier des Fechtlehrervereins in Wien.[5]
- 1913 Ehrenmitglied des Vereins Ungarischer Fechtmeister.[1]
- 1923/24 Ehrenpräsident der Akademie der Fechtkunst Österreichs.[1]

- 1916 Silberne Militär-Verdienst-Medaille am rot-weißen Band mit Schwertern.[1]
- 1918 Militärverdienstkreuz III. Klasse mit Kriegsdekoration und Schwertern.[1]